# Breiwick

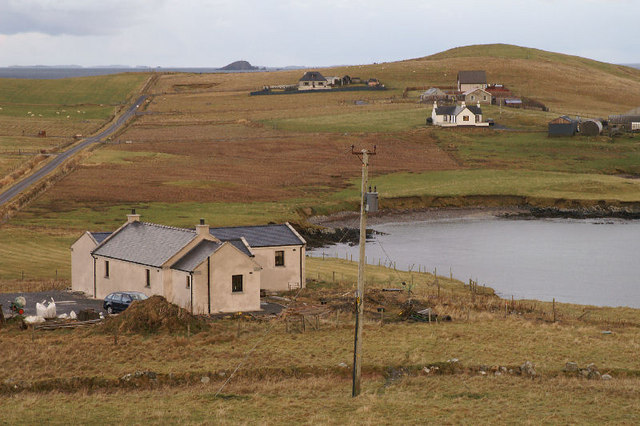
Häuser in Breiwick

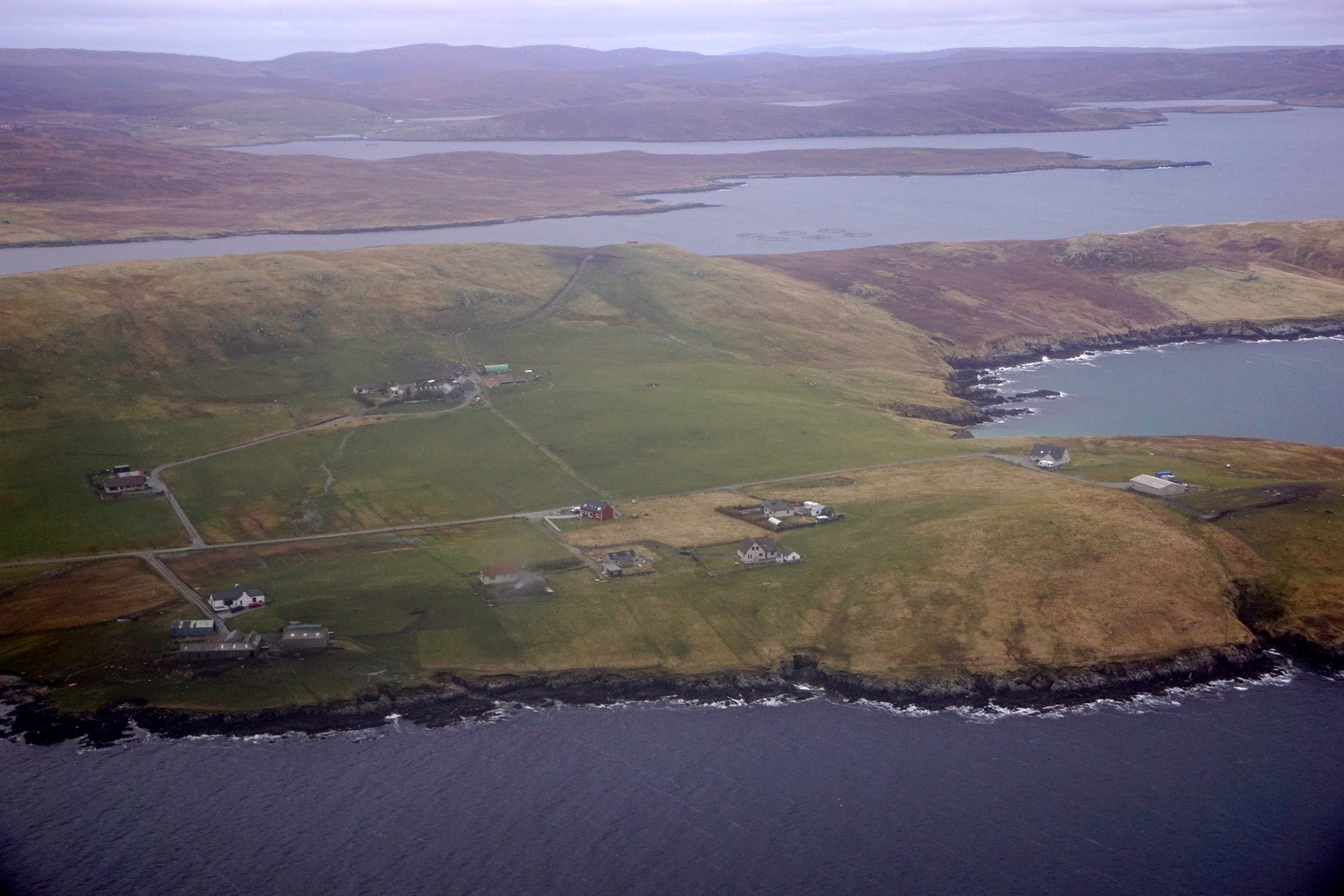
Breiwick aus der Luft

Breiwick ist eine Ortschaft, die im Osten der zu Schottland zählenden Shetlands liegen.

## Geographie
Das kleine, von Croftern bewohnte Breiwick liegt im Osten von Mainland am nördlichen Ufer der Meeresbucht Brei Wick, die ein Teil der Dales Voe ist und kurz vor deren seeseitigen Ende. Es wird gebildet durch die Landspitze Fora Ness, mit der Bucht Foraness Voe auf der nördlichen Seite. Die nächstgelegene Ortschaft ist Gott, zweieinhalb Kilometer entfernt im Südwesten.

## Historisches
Im Rahmen der historischen Gliederung Schottlands in Civil Parishes zählt Breiwick zu Tingwall. Am Hawks Ness in der Nähe des Ortes wurden die Reste eines Brochs entdeckt. Er ist 1954 als Scheduled Monument eingestuft worden.

## Verkehr
In Breiwick führt die A971 mittels einer Brücke über den Bereich, der den Stromness Voe vom Loch of Strom trennt.